# Brachista efferiae
Brachista efferiae är en stekelart som beskrevs av Pinto 1994. Brachista efferiae ingår i släktet Brachista och familjen hårstrimsteklar.
Artens utbredningsområde är:
- Costa Rica.
- Guatemala.

Inga underarter finns listade.